# オイゲン・フォン・ブラース
オイゲン・フォン・ブラース、イタリアでの名前、エウジェーニオ・デ・ブラース（ Eugen von Blaas または Eugene de Blaas、イタリア語名: Eugenio de Blaas,,1843年7月24日 - 1931年2月10日）はイタリア生まれのオーストリアの画家である。

## 略歴
ローマ近郊のアルバーノ・ラツィアーレに生まれた。父親のカール・フォン・ブラースはオーストリア、チロル生まれの歴史画、装飾画を得意とした画家で、オイゲンが生まれた頃はローマやフィレンツェで修行していた。父親はその後、ウィーン美術アカデミーやヴェネツィアの美術アカデミーの教授になった。弟のユリウス・フォン・ブラースは人物画家、動物画家として知られる。
父親が教えるヴェネツィア美術アカデミーやローマの美術学校で学んだ。19歳の1850年にはアカデミーの賞(premio Selvatico)を受賞した。1863年のメラーノのサンヴァレンティーノ教会に描いた祭壇画などで知られている。
ヴェネツィアの人々を描いた風俗画、人物画を描き、イタリア各地やヨーロッパの主要都市で展覧会を開いた。1884年にヴェネツィアの美術アカデミー(Accademia di Belle Arti di Venezia)の名誉教授に任じられた。ヴェネツィアで没した。

## 作品
- ベネチアン花の売り子 （1895）
- 若い女性の肖像画
- 海岸で(1908)
- 水の中 （1914）

- バルコニーで （1877）
- 浮気者 （1904）
- ラブレター(1904）